# Sultan bin Saif
Sultan bin Saif bin Malik (arabe : سلطان بن سيف اليعربي) (mort vers 1679) fut le deuxième imam de la dynastie Yarubide d’Oman, membre de la secte ibadite. Il règne de 1649 à 1679. Il achève l’œuvre de son prédécesseur, Nasir bin Murshid, en expulsant les Portugais d’Oman. Leur dernier bastion à Mascate tombe aux mains de ses forces en janvier 1650. Il renforce la puissance maritime omanaise, portant le combat contre les Portugais jusqu’à leurs bases en Inde et en Afrique de l’Est. Sous son règne, le pays connaît la paix et une prospérité croissante.

## Accession

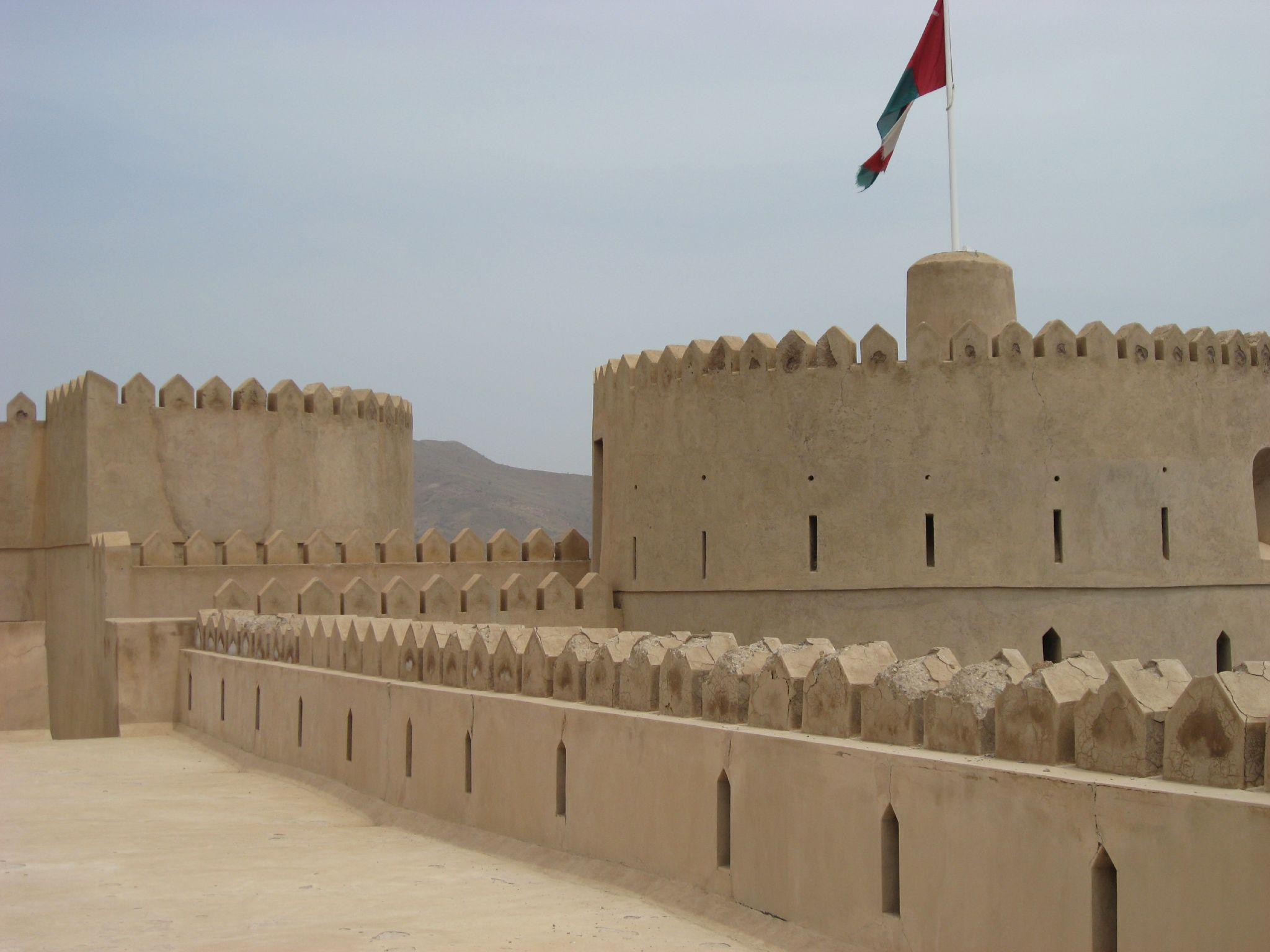
Fort Rustaq

Sultan bin Saif était le cousin de l'imam Nasir bin Murshid bin Sultan al Ya'aruba, qui avait fondé la dynastie Yarubide en 1624. L'imam Nasir meurt le 14 avril 1649 et est enterré à Nizwa. N'ayant pas de fils, les notables rassemblés à Rustaq le jour de sa mort choisissent Sultan bin Saif et le proclament imam. La succession semble avoir été sans contestation.

## Guerre avec les Portugais

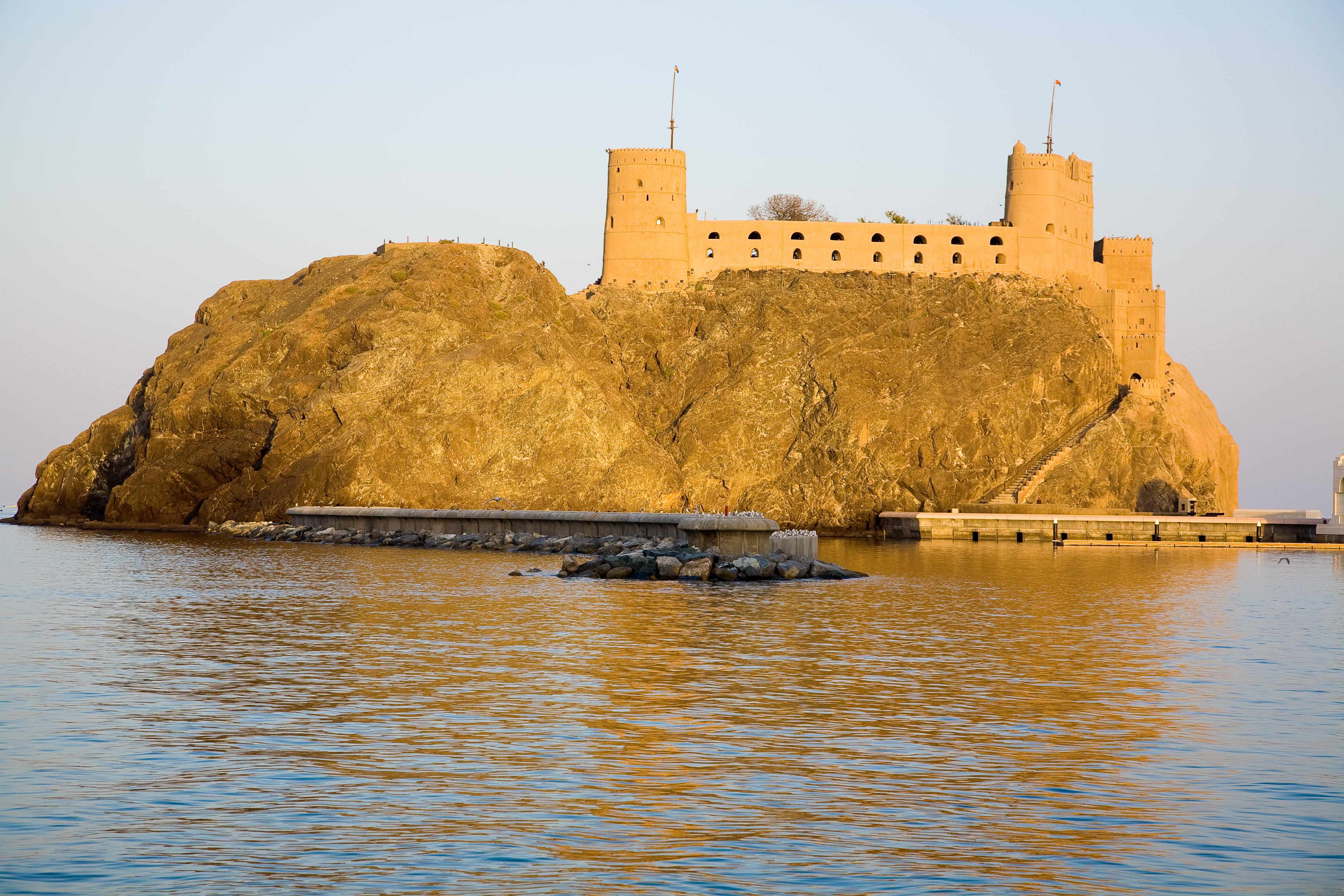
, construit par les portugais

À la mort de Nasir, les Portugais, qui occupaient autrefois plusieurs ports le long de la côte, ne tenaient plus qu’une emprise fragile sur Mascate. Sultan bin Saif était déterminé à achever la tâche de les expulser d’Oman, mais il entreprit d’abord de renforcer sa propre flotte. Il commence sa campagne contre Mascate vers la fin de 1649. Bien que Sultan ait rassemblé une grande force à l'extérieur du port de Muttrah, voisin de Mascate, la ville fut capturée par un petit groupe qui lança une attaque surprise de nuit. Le commandant portugais se réfugia dans le fort Capitan. Celui-ci capitula le 28 janvier 1650. Les Omanais capturèrent également deux navires portugais ancrés dans le port de Muttrah. Après cela, les Portugais continuèrent une guerre sporadique en mer, mais ne firent aucun effort sérieux pour reprendre Mascate.
Sultan bin Saif lança une offensive navale contre les bases portugaises en Inde et sur la côte orientale de l'Afrique. Il ajouta des navires capturés à sa flotte, qui devint de plus en plus puissante. En 1655, Sultan lança un raid contre les Portugais à Bombay, en Inde. La flotte omanaise attaqua les Portugais à Bombay en 1661 et à Diu en 1668, 1670 et 1676. Sultan reçut une pétition des habitants de Mombasa, sur la côte est-africaine, demandant de l’aide pour chasser les Portugais et offrant en échange de reconnaître la souveraineté omanaise. Une force fut envoyée et mit en place un blocus du fort de Mombasa pendant cinq ans avant sa reddition. Un gouverneur arabe fut installé. Cependant, les Portugais revinrent peu après et reprirent la ville.

## Commerce et construction
Les Néerlandais possédaient une factorerie à Gombroon, aujourd'hui Bandar Abbas, sur la côte perse du détroit d'Ormuz. Après la chute de Mascate en 1650, ils reçurent de grandes cargaisons de marchandises en provenance des Pays-Bas et élargirent considérablement leur commerce dans la région du golfe Persique. En 1651, Sultan bin Saif se rendit en personne à Gombroon et proposa d’ouvrir une route terrestre pour les commerçants néerlandais, passant par Abou Dhabi et Qatif jusqu’à Bassorah, leur permettant d’éviter les droits de douane persans. Les Néerlandais déclinèrent poliment cette offre.

En 1659, Sultan bin Saif reçut la visite du colonel Rainsford de la Compagnie britannique des Indes orientales, qui cherchait à négocier un bail pour le port de Mascate. Sultan refusa cette demande. Le commerce prospérait à partir des établissements omanais en Afrique, apportant richesse au pays. Cependant, l’activité commerciale de Sultan bin Saif suscita des critiques des chefs religieux, qui estimaient qu’un tel commerce était inapproprié pour un imam.

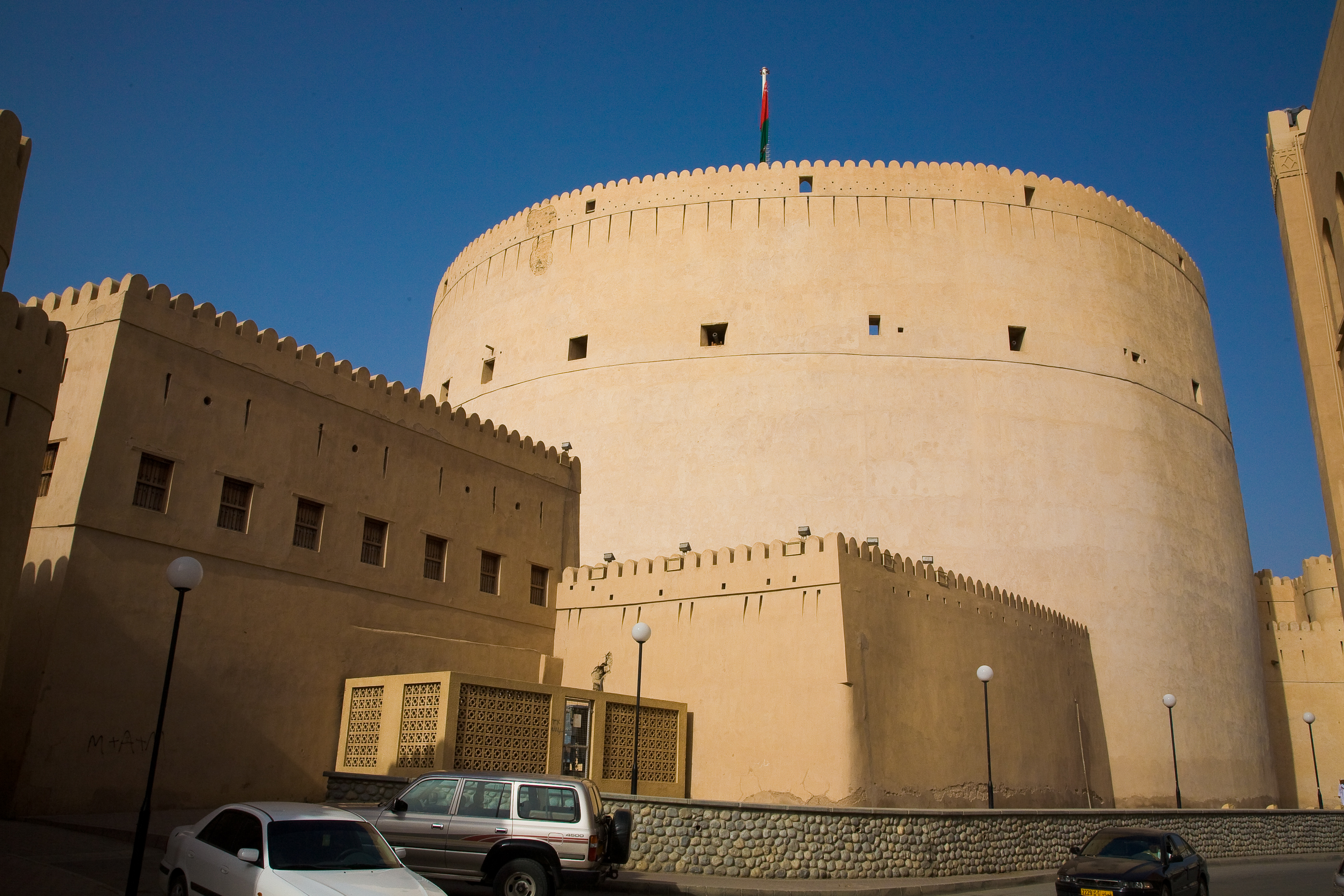
La tour ronde du, construite par Sultan bin Saif

Une partie de cette nouvelle richesse fut utilisée pour financer la construction du système d’eau souterrain des falajs. Sultan bin Saif construisit le falaj Daris reliant Izki à Nizwa, le plus grand falaj du pays. Il éleva la grande tour ronde du fort de Nizwa, une structure de 30 mètres de hauteur, bâtie sur un fort antérieur lui-même assemblé à partir de plusieurs petits forts, et y installa sa capitale. Sultan bin Saif mit en place une administration forte et stable, avec des gouverneurs et des juges appliquant les lois de manière équitable. Selon George Percy Badger, dans son ouvrage de 1871 A History of the Imaums and Sayyids of Oman :

« Oman renaît sous son gouvernement et prospère. Le peuple se repose de ses difficultés, les prix sont bas, les routes sont sûres, les marchands réalisent de grands profits, et les récoltes sont abondantes. L'Imam lui-même est humble. Il a l'habitude de parcourir les rues sans escorte et de parler familièrement avec les gens. Ainsi, il persévère à ordonner ce qui est licite et à interdire ce qui est illicite. »

Sultan bin Saif mourut en 1679 et fut remplacé par son fils, Bil'arab bin Sultan,.